# Протести у Дагестану (2022)
 Протести у Републици Дагестан почели су крајем септембра 2022. године у вези са објављеном мобилизацијом у току рата у Украјини .

## 22. септембар

### Бабајуртски округ
22. септембра, након објаве делимичне мобилизације у Русији, почели су немири у области Бабајурт у Дагестану. Становници тог подручја блокирали су федерални аутопут. Неколико десетина незадовољних људи окупило се у локалном војном комесаријату и изјаснило се против делимичне мобилизације  .

## 25. септембар

### Ендиреј
Ујутро 25. септембра, становници села Ендиреј , округа Хасавјурт у Дагестану, организовали су спонтани протест и блокирали федерални аутопут Хасавјурт - Махачкала.  Повод за протест била је масовна мобилизација, а не делимична мобилизација коју је обећао председник Путин. Према њиховим речима, из села од осам хиљада становника било је предвиђено да се мобилише 110 људи, укључујући и оне који су се недавно вратили из војске.  
Снаге безбедности пуцале су у ваздух како би зауставиле скуп. Повређених није било.  Окупило се више од стотину људи  . После обраћања војног комесара, демонстранти су се разишли  .

### Махачкала
Иницијатор и координатор скупова био је телеграм канал „Јутарњи Дагестан“.
Поподне 25. септембра људи, углавном жене, окупили су се на протесту у центру Махачкале. Демонстранти су узвикивали: "Не рату!", "Не мобилизацији" и "Наша деца нису ђубриво!"  . Када се неколико стотина демонстраната окупило на митингу код Позоришта лутака, полиција је почела да их приводи.
Према речима очевидаца, приликом хапшења коришћени су омамљивачи и бибер пиштољи, демонстранти, међу којима и жене, су тучени пендрецима  и пуцано је у ваздух.  Према ОВД-Инфо, најмање 101 особа је приведена , према изворима Кавказ "Реалии “, приведено је око 120 људи  . Претресен је администратор телеграм канала „Подрум Дагестана“, који је преносио догађаје на митингу  .
Новинари листа Черновик су извештавали о ометању новинарских активности од стране снага безбедности. Дописник Кавкаског чвора је приведен  .
Да би смирио демонстранте, војни комесар Дагестана је саопштио да људи који немају војно искуство, као ни регрути, не подлежу мобилизацији на фронт. Такође је лажним назвао гласине о 13 хиљада људи који подлежу регрутацији у републици.  Усред протеста, шеф Дагестана Сергеј Меликов је објавио грешке направљене током мобилизационих активности , а сутрадан је обећао да ће лично проверити пунктове за мобилизацију. Такође је организаторе демонстрација назвао „злим духовима“.  Шеф Министарства омладине Републике Дагестан Камил Саидов је говорио о томе да је акције платио Запад.  Градоначелник Махачкале Салман Дадаев назвао је протест покушајем ремећења Дана града Махачкале, који се одвијао упоредо са митингом. 
Током митинга, украјински председник Владимир Зеленски упутио је апел Дагестанцима уз подршку протесту и позивом на отпор мобилизацији. 
До вечери су у помоћ полицији стигле снаге руске Националне гарде, након чега је скуп угушен  .
Против многих притвореника покренути су управни спорови, а против 8  кривични поступци.
Увече су организатори објавили ултиматум тражећи ослобађање свих приведених, у супротном су запретили блокадом савезних аутопутева у републици и обуставом железничког саобраћаја  .

## 26. септембar
Протести 26. септембра одржани су у Махачкали и Хасавјурту  .

### Махачкала
У Махачкали се окупило неколико стотина људи. Избио је сукоб између демонстраната и снага безбедности, приведено је двадесетак њених учесника.  У растурању митинга учествовала је руска национална гарда  .
Према „Кавказ. Реалии“, приведено је 110 демонстраната  . Приведени су и новинар Идрис Јусупов , главни уредник РусНевса, снаге безбедности су му поломиле опрему и претукле га  и дописница Радија Слобода Јулија Вишњевецка. 
Према најави организатора, следећи протест у Махачкали одржаће се 30. септембра  .

### Кхасавиурт
Око две стотине људи окупило се на митингу у Хасавјурту.  .Снаге безбедности су извршиле хапшења на груб начин , демонстранти су пружали отпор.  Према „Кавказ. Реалии“, приведено је око 20 особа  .

### Предмети против ухапшених
Секретар за штампу Високог комесара УН за људска права Равина Шамдасани позвао је 27. септембра руске власти да ослободе Русе притворене због протеста, истичући ситуацију у Дагестану. У њему се наводи: „ Наглашавамо да хапшење лица искључиво ради остваривања права на мирно окупљање и слободу изражавања представља произвољно лишење слободе “ . 
Од 28. септембра у Дагестану је отворено 30 кривичних предмета против приведених на протестима. Неке од предмета воде активисти за људска права ОВД-Инфо, адвокати наводе да сви оптужени имају телесне повреде. Адвокат Надежда Бородкина, која води 4 случаја, изјавила је да су притвореници били подвргнути тортури у полицијским управама. 

## 30. септембар
У Махачкали и другим градовима Дагестана најављени су протести 30. септембра . Ујутро 30. септембра појавили су се извештаји да је ФСБ привела администраторе и чланове телеграм канала на којима су објављени позиви на митинге.  У провладиним медијима, такви телеграм канали су названи „насталим као део информативно-субверзивне акције ЦИПСО Главне обавештајне управе Министарства одбране Украјине под патронатом америчке ЦИА". 

### Махачкала
Према „Кавказ. Реалии“, полиција је поставила баријере на централном градском тргу, а око трга је било појачано присуство припадника реда. 
Дошло је и до концентрације полиције у близини џамија у граду. Највероватније су снаге безбедности страховале да ће верници после молитве петком изаћи на демонстрације. 
Ученици средњих школа у шест школа из Махачкале који се налазе у центру или близу њега остали су у школи до 18-19 часова, продужавајући школски дан. У исто време постојале су школе у којима се настава одвијала као и обично. 